# Mastomys awashensis
Mastomys awashensis is een knaagdier uit het geslacht Mastomys dat voorkomt in een klein deel van Ethiopië. Deze soort is gevonden aan de oostkant van de vallei van de Awash, bij het Koka-meer. Deze soort heeft een karyotype van 2n=32, FNa=52-54. De soort komt voor in hetzelfde gebied als Mastomys erythroleucus en de veeltepelmuis (M. natalensis), maar verschilt van beide in een aantal kenmerken. M. awashensis is niet het enige endemische zoogdier van de Awash-vallei; ook een onbeschreven stekelmuis (Acomys) komt alleen in de vallei voor.